# Consulat général du Vanuatu à Nouméa
Le consulat général du Vanuatu à Nouméa est une représentation consulaire de la République du Vanuatu en France. Il est situé rue de Sébastopol, à Nouméa, en Nouvelle-Calédonie, en face du commissariat central de la police nationale.